# Late Night Shift
En agosto de 2007, Insanity Wave graba su cuarto L.P. Late Night Shift, traducido al castellano “turno de noche”, hace referencia a los últimos ocho años, desde la publicación de The Minor League. Contó como productor con Mitch Easter.
El disco vería la luz en enero de 2008.
En este disco la formación es:
- José María Escriña voz y guitarra
- Colman Gota, voz y bajo
- Pablo Heras, batería y coros

## Lista de canciones
1. Secluded Heart
2. This Girl
3. Please Drive Carefully
4. Feeling so High
5. Only in Dreams
6. Something to Hide
7. Shine On You
8. Hanging On
9. Nothing's Gonna hurt us now
10. Late Night Shift

## Créditos
- Grabado en los estudios The Fidelitorium, Kernersville, Carolina del Norte, Estados Unidos.
- Producido y mezclado por Mitch Easter.

Todas las canciones compuestas por José María Escriña / Colman Gota.
- Datos: Q5971464